# تراموا بزانسون
تراموا بزانسون (انگلیسی: Trams in Besançon) سیستم تراموا در شهر بزانسون، فرانسه است.
این تراموا که در سال ۱۸۹۶ تأسیس شده دارای ۲ خط، ۳۱ ایستگاه و ۱۴٫۵ کیلومتر طول می‌باشد.

## نگارخانه

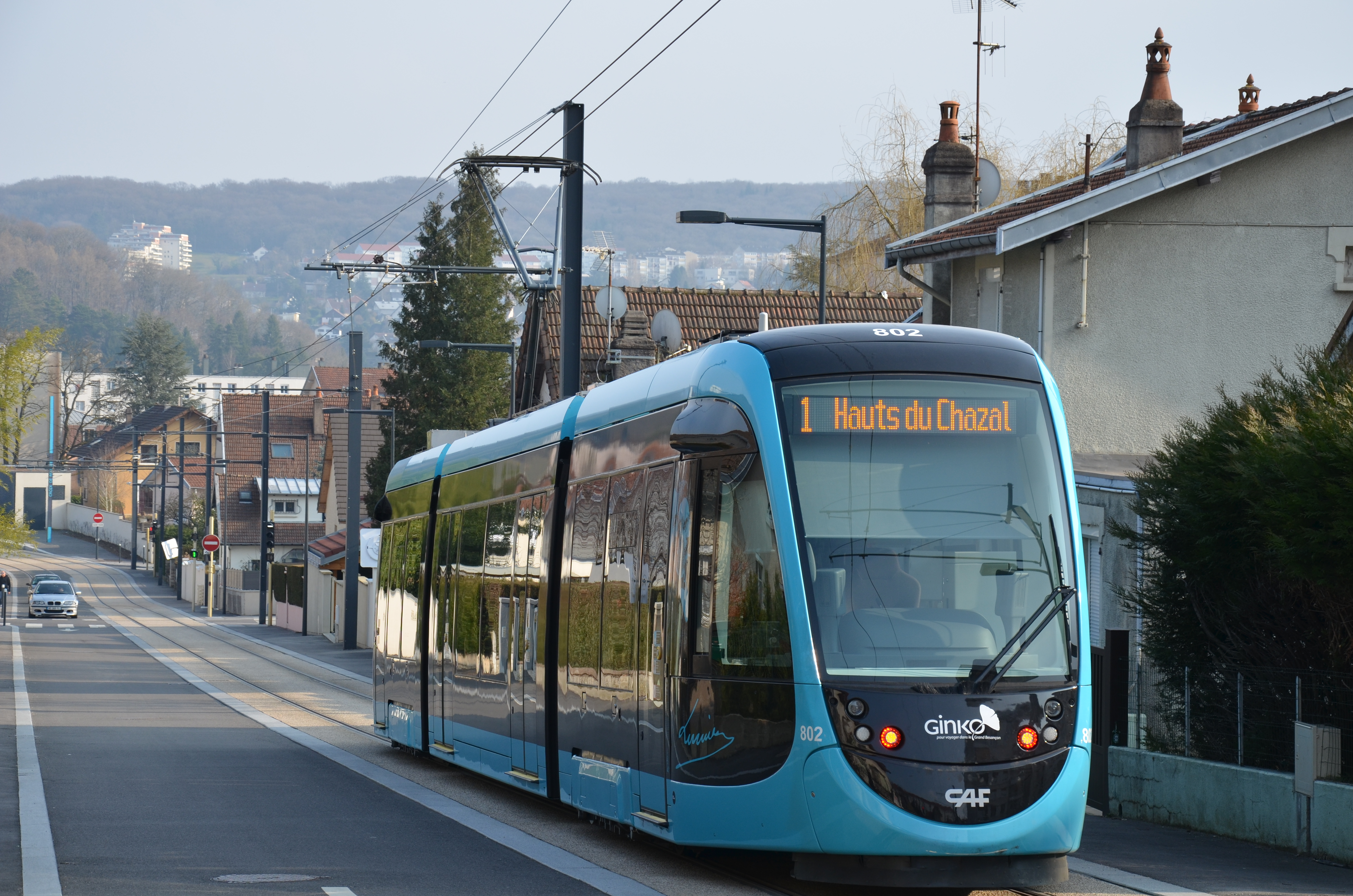
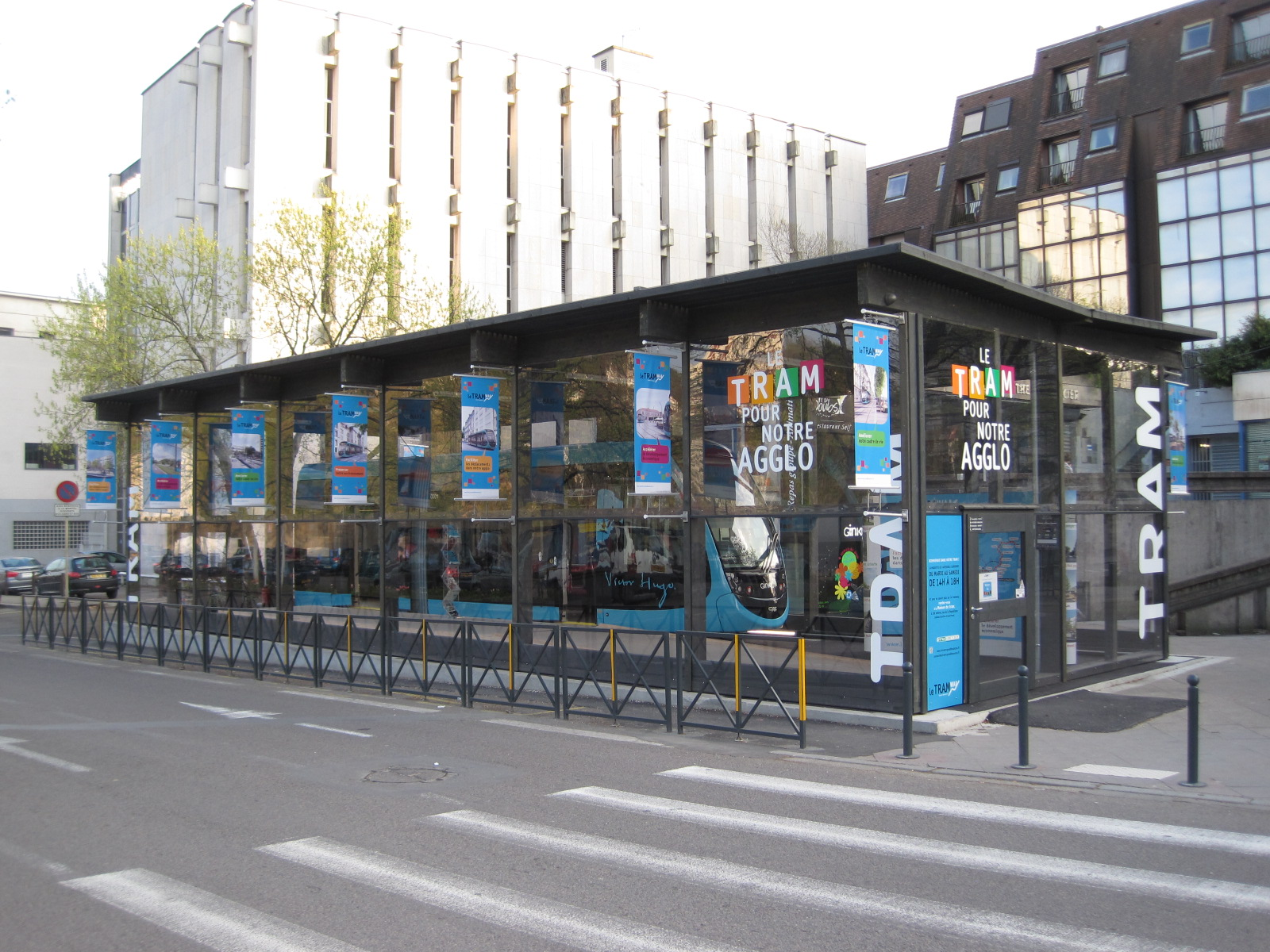
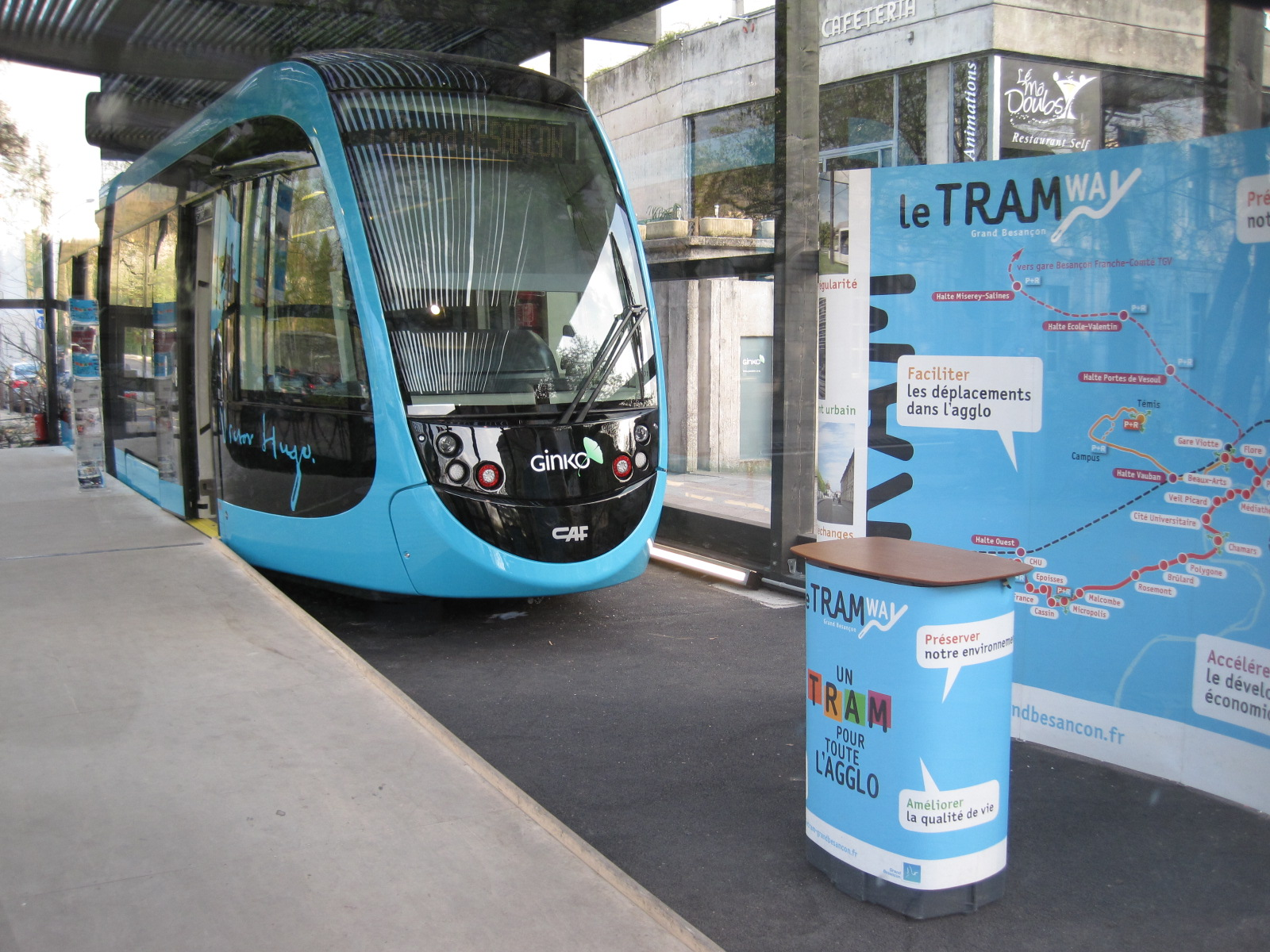
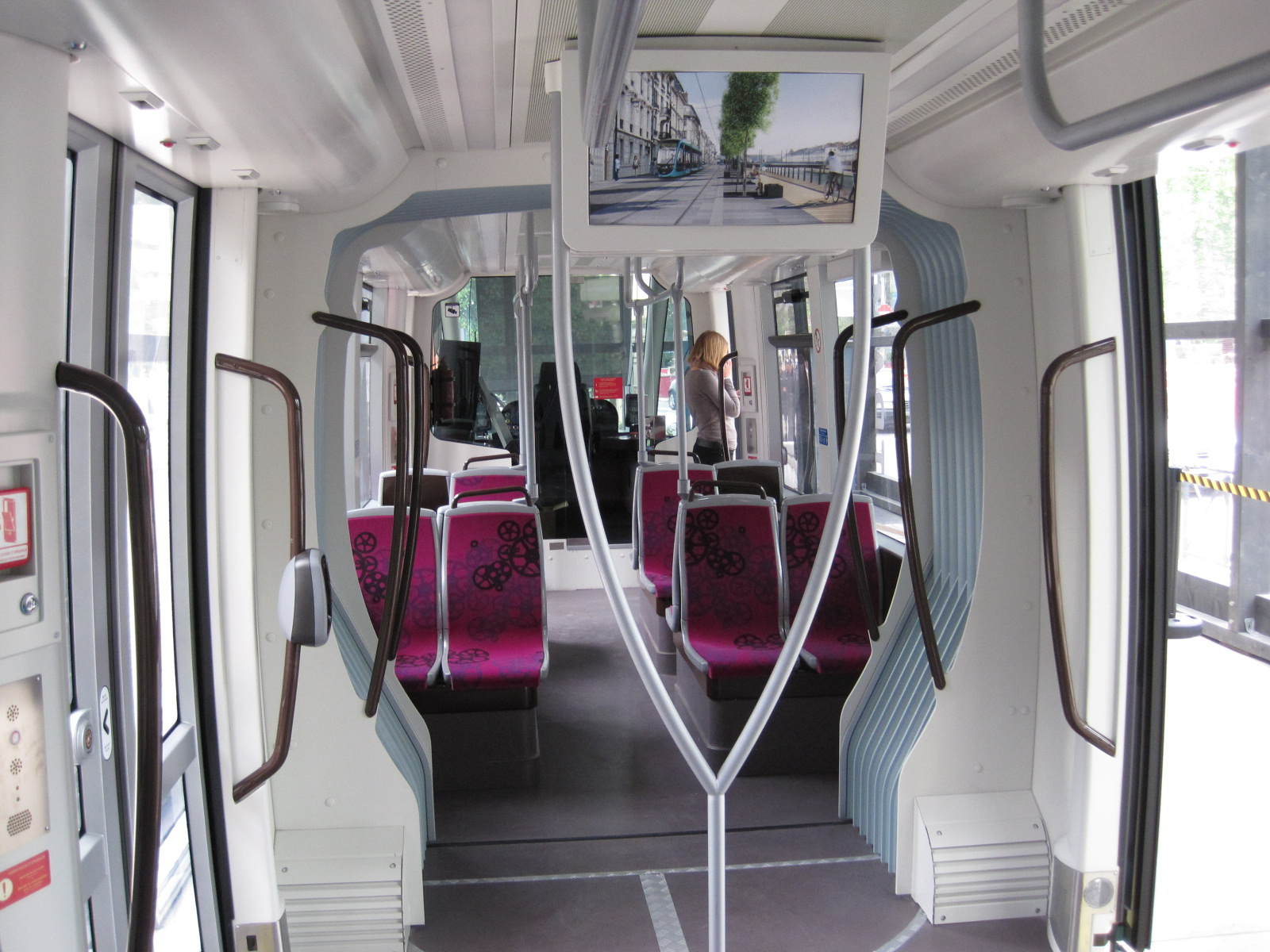